# کیهان رهگذار
کیهان رهگذار (زاده ۸ تیر ۱۳۲۶ - درگذشته ۳ اردیبهشت ۱۳۷۲) فارغ‌التحصیل تئاتر از دانشکده هنرهای زیبای دانشگاه تهران بود. وی فعالیت هنری را در تلویزیون به عنوان فیلم‌نامه‌نویس آغاز کرد. رهگذار در سوم اردیبهشت ماه ۱۳۷۲ بر اثر سکته قلبی  در دانمارک درگذشت. وی هچنین نویسنده سریال شهر من، شیراز در پیش از انقلاب نیز بوده‌است.

## زندگی نامه
کیهان رهگذر در ۸ تیر ۱۳۲۶ در تهران متولد شد. پدر ایشان ذبیح الله رهگذار بودند که دستی نیز در شعر داشته و "صافی" تخلص می کردند. "رباعیات صافی" و "داستانهائی از زندگی" از کتاب های ذبیح الله رهگذار می باشد. ایشان چهار برادر به نام های کیوان، کامران، مهران، ساسان و یک خواهر به نام پوران داشتند.

## نظرات دیگران
غلام عباس فاضلی می‌گوید:
 یکی از افراد مهمی که الگوی سریال‌سازی را در سال‌های اول دهه ۱۳۶۰ تبیین کرد کیهان رهگذار بود. او با نگارش سریال تلویزیونی «سربداران» گام نخست را در این زمینه برداشت و اندکی پس از آن با کارگردانی و نویسندگی سریال «بوعلی سینا» گامی جدّی‌تر را در این زمینه برداشت.— یاسر احمدی، کارگردان و تهیه کننده فیلم مستند کیهان رهگذار

## فیلم‌شناسی
کارگردان:
- بوعلی سینا ۱۳۶۶[۵]

نویسنده:
- شهر من شیراز، ١٣۵۶
- بوعلی سینا ۱۳۶۶[۵]
- پرستار شب ۱۳۶۶
- سربداران ۱۳۶۳[۶]
- سفیر (فیلم ۱۳۶۱) ۱۳۶۱[۷]

تدوین:
- بوعلی سینا ۱۳۶۶[۸]